# Objektivadapter

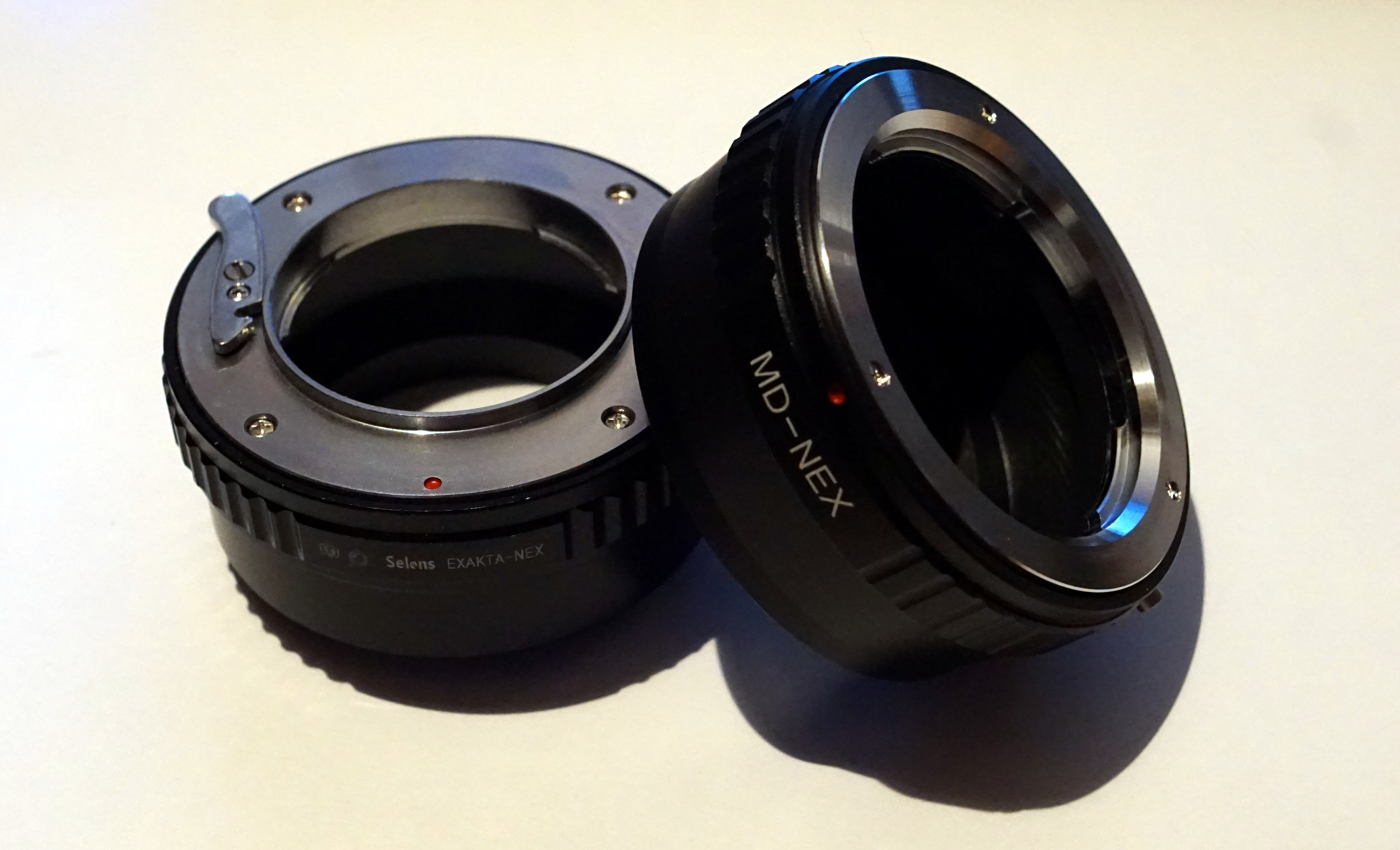
Links: Adapter für Objektive mit Exakta-Bajonett, rechts ein Adapter für das Minolta-MD-Bajonett. Beide Adapter befestigen Objektive auf Kameras mit Sony E-mount.

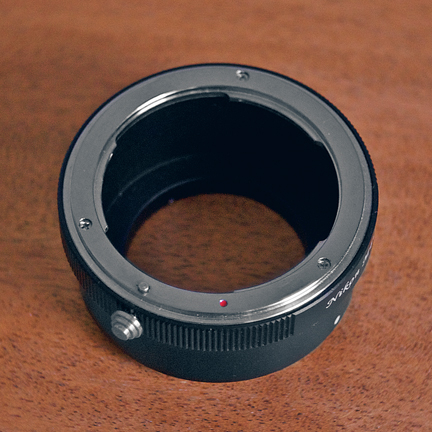
Ein passiver Adapter (Nikon F auf Micro Four Thirds)

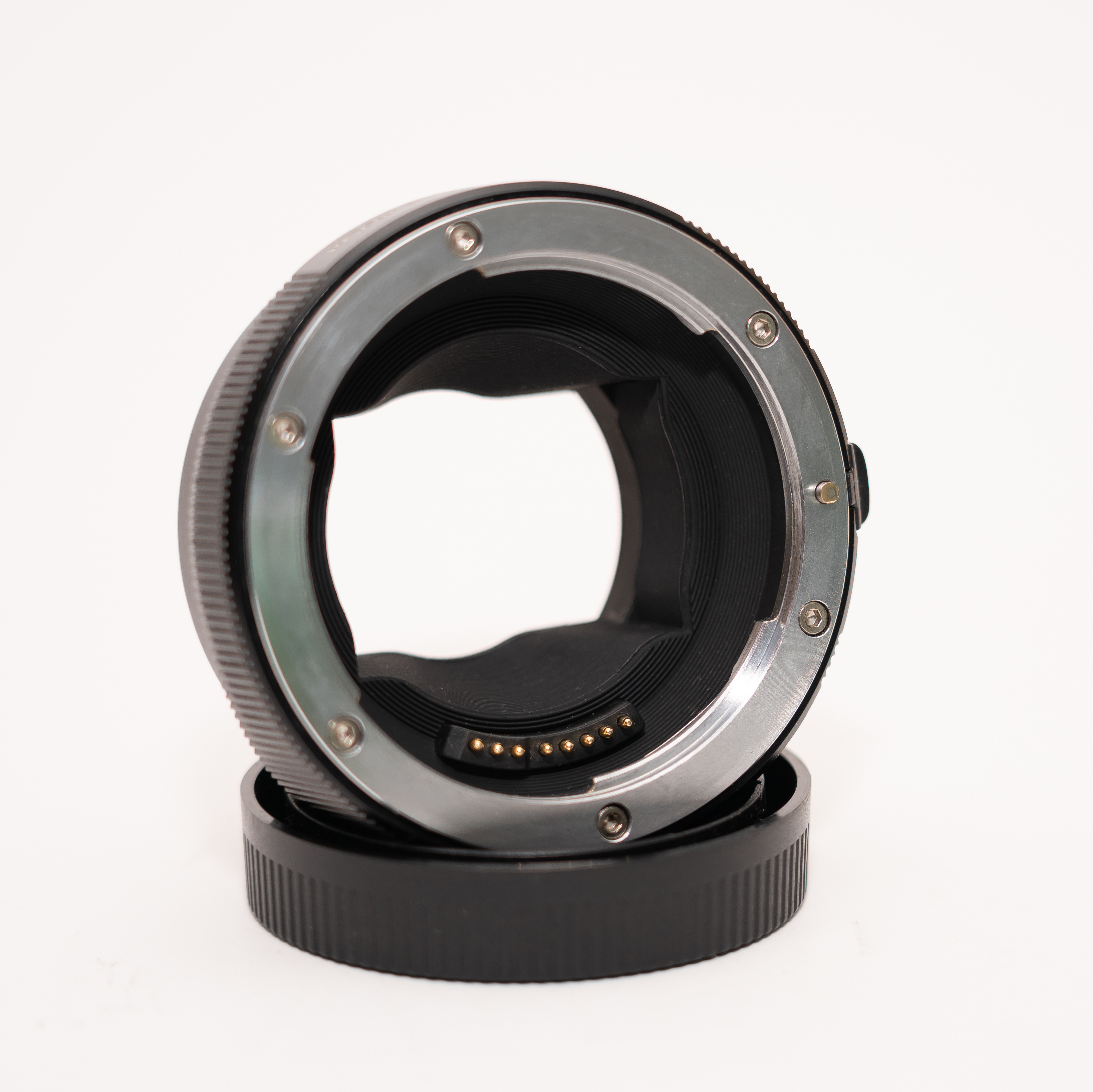
Ein aktiver Adapter (Canon EF auf Sony E)

Objektivadapter (englisch lens adapter) sind Bauteile, mit welchen Kamera-Objektive an Kameragehäusen befestigt werden können, obwohl Objektiv und Gehäuse nicht über ein identisches Objektivbajonett oder Objektivgewinde verfügen.

## Beschreibung
Objektivadapter erleichtern den Umstieg auf ein anderes Kamerasystem, und gebrauchte und ältere Objektive können auf diese Weise weiterverwendet werden.
Passive Adapter dienen ausschließlich der Befestigung des Objektivs. Sie übertragen keine elektrischen Signale. Eventuell im Objektiv vorhandene Autofokus-, Bildstabilisierungs- und/oder Springblendenfunktionen stehen folglich nicht zur Verfügung. Die Entfernungseinstellung und die Einstellung der Aperturblende müssen manuell vorgenommen werden. Weiterhin werden keine Metadaten auf das Kameragehäuse übertragen, wie beispielsweise Daten im standardisierten Exif-Format, so dass diese auch nicht in den Bilddateien abrufbar sind. Daher ist eine automatische Kompensation von Abbildungsfehlern nicht möglich, diese müssen gegebenenfalls vielmehr manuell im Zuge der nachträglichen Bildbearbeitung korrigiert werden.
Aktive Adapter stellen elektrische Verbindungen zwischen Kameragehäuse und Objektiv her. Diese können zur Energieversorgung des Objektivs sowie als analoge oder digitale Schnittstelle verwendet werden, was zum Beispiel für die automatische Entfernungseinstellung oder zur Steuerung der Aperturblende eingesetzt werden kann.
Während theoretisch jedes Objektiv auf jedes Gehäuse montiert werden kann, stößt man in der Praxis auf Grenzen, etwa weil ein Adapter gar nicht erhältlich ist. Ferner muss der Adapter so konstruiert sein, dass das Auflagemaß (englisch flange focal distance), nämlich der Abstand zwischen dem originalen Objektivanschluss und dem Film beziehungsweise dem Bildsensor, beibehalten wird. Ansonsten kann das Objektiv nicht auf weite beziehungsweise unendliche Objektweite scharfgestellt werden. Aus diesem Grund ist es relativ einfach, Objektive von Spiegelreflexkameras an spiegellose Systemkameras zu montieren, da letztere in der Regel ein deutlich geringeres Auflagemaß besitzen.
Der Bildkreis des verwendeten Objektivs muss bei digitalen Kameragehäusen die Fläche des Bildsensors vollständig abdecken, damit es nicht zu zu starken Abschattungen in den Bildecken kommt (siehe auch Randlichtabfall). Wird der Bildkreis des Objektivs nur teilweise ausgenutzt, resultiert ein kleinerer Bildwinkel, der zu einer scheinbaren Veränderung der Brennweite führt. Dieser Umstand wird mit dem Begriff Formatfaktor beschrieben.

## Besondere Bauformen
Manche Adapter weisen auch optische Elemente auf, wie zum Beispiel Telekompressoren (englisch: focal reducer), welche die Brennweite des Systems verkleinern, und die wirksame Blendenöffnung vergrößern.
Umgekehrt kann mit Telekonvertern (englisch: teleconverter) die Brennweite des Systems vergrößert werden, wobei die wirksame Blendenöffnung sich verkleinert.
Eine weitere besondere Bauform sind elektronisch angesteuerte Adapter, welche Focus Bracketing („Auto Bracketing“) an einigen Kameras ermöglichen, die über diese Funktion herstellerseitig nicht verfügen (z. B. Canon-EF-Objektive auf Micro-Four-Thirds-Kameras oder als Zwischenring für Canon EF- oder Nikon-F-Bajonett), um etwa das Anfertigen von Bildserien für das Focus stacking zu vereinfachen.